# Lucretilis splendens
Lucretilis splendens är en insektsart som beskrevs av Willemse, C. 1938. Lucretilis splendens ingår i släktet Lucretilis och familjen gräshoppor. Inga underarter finns listade i Catalogue of Life.